# AD Fafe
Associação Desportiva de Fafe is een Portugese voetbalclub uit Fafe in het district Braga.
De club ontstond in 1958 als een fusie tussen Sporting Clube de Fafe en Futebol Clube de Fafe. Het seizoen 1988/89 is de enige keer dat Fafe in de Primeira Divisão speelde. Dat gebeurde toen Famalicão geen licentie kreeg. Fafe degradeerde daarna tweemaal achter elkaar en speelde vervolgens op het derde niveau met een enkele maal een seizoen op het vierde niveau. In 2016 promoveerde de club naar de Segunda Liga.

## Bekende (oud-)spelers
- Rui Costa
- Rogério Matias
- Miguel Simão

Groep A · Amarante · Anadia · Braga B · Fafe · Lusitânia · Sanjoanense · São João de Ver · Trofense · Varzim · Vilaverdense

Groep B · 1.º Dezembro · Académica Coimbra · Atlético Clube de Portugal · Belenenses · Caldas · Covilhã · Lusitânia · Oliveira do Hospital · Santarém · Sporting B